# Професионална гимназия по облекло, хранене и химически технологии „Проф. д-р Асен Златаров“
ПГОХХТ „Проф. д-р Асен Златаров“ е гимназия в град Шумен, разположена на адрес: ул. „Дедеагач“ № 7А в жилищен комплекс „Тракия“.

## История
През 2005 година училището се образува при сливането на 2 гимназии – Професионална гимназия по облекло и хранене и Професионална гимназия по химическа промишленост.
Професионална гимназия по облекло и хранене
През 1897 година открива врати първото Девическо училище „Княгиня Евдокия“ с основна цел – практическо обучение. През 1923 година започва строителството на училищна сграда, като Община Шумен дарява общински парцел. През 1936 година построена сграда с две крила и разширение, предназначено за домакински готварски отдел.
Преименува се на Девическо стопанско училище „Княгиня Евдокия“, в което се учат девойки от средните социални прослойки. Завършващите полагали изпит за калфи, а по-късно се явяват пред комисия на Стопанската камара и получавали майсторско свидетелство.
След 1944 година училището е одържавено и наименувано Девическа професионална гимназия „Вела Пискова“. През 1948 година открива се отдел „Обществено хранене“ с 2 г. курс на обучение. От 1951 година има статут на техникум с паралелки 2 и 3 г. курс на обучение. От 2003 година е Професионална гимназия по облекло и хранене.
Професионална гимназия по химическа промишленост
През 1967 година се създава СПТУ по индустриална химия. Подготвят се кадри – ръководни и изпълнителски за нуждите на комбинатите в гр. Девня, Завода за антибиотици – Разград, химическите предприятия в Шумен като: ХЗ „П. Волов“, „Лавена“, ПЗ „Шуменско пиво“, както и тези в региона. От 1976 година е СПТУ по химическа промишленост. От 1987 година е Техникум по химическа промишленост. През 2002 година става Професионална гимназия по химическа промишленост.

## Условия
Училището е съставено от 31 паралелки, разполага с: 3 работилници по шевно производство, 1 моделиерна, 3 кухни по хранене и хлебопроизводство, 2 кабинета по сервиране и барманство, 3 химични лаборатории, 3 компютърни кабинета, физкултурен салон и клуб на ученика за извънкласни занимания и свободно време.